# Genowefa Korska
Genowefa Korska (ur. 4 sierpnia 1912 w Łodzi, zm. 14 listopada 2003 w Łodzi) – polska aktorka teatralna i filmowa. W latach 1960–1974  występowała w Teatrze Ziemi Łódzkiej.

## Filmografia (wybór)
- 1960: Szczęściarz Antoni
- 1963: Dwa żebra Adama – kelnerka Aniela
- 1963: Ubranie prawie nowe
- 1964: Pięciu
- 1964: Wilczy bilet
- 1974: Najważniejszy dzień życia – Widakowa (odc. 1)
- 1981: Jan Serce – gosposia w domu ordynatora szpitala (odc. 10)
- 1981: Znachor
- 1983: Fucha – pani Genowefa
- 1987: Ucieczka z miejsc ukochanych – staruszka błagająca o ziemię (odc. 7)
- 1988: Niezwykła podróż Baltazara Kobera – wiedźma
- 1990: Leśmian
- 1992: Daens – Lisette